# ロンドン・フィルハーモニー管弦楽団
ロンドン・フィルハーモニー管弦楽団（ロンドン・フィルハーモニーかんげんがくだん、英語: London Philharmonic Orchestra）は、イギリスのロンドンに本拠を置くオーケストラで、イギリスを代表するオーケストラのひとつ。英語表記のLondon Philharmonic Orchestraの頭文字をとってLPOと表記されることもある。楽員数70（2018年現在、公式サイトによる）。
19世紀に創設されたロンドン・フィルハーモニック協会（ロイヤル・フィルハーモニック協会）とは直接の関係はない。

## 概要・歴史

### 創立期
1932年、BBC交響楽団の常任指揮者就任がかなわなかったトーマス・ビーチャムがBBC響に負けないオーケストラを作ろうと、自らの私財を投げ打ち設立した。初コンサートは同年10月7日にR.シュトラウスの『英雄の生涯』を中心としたプログラムで行われ、設立当初から同団はロンドン有数のオーケストラという評価を受ける。
しかし第二次世界大戦が勃発すると、ビーチャムは楽団運営を放棄してアメリカへ渡り、楽団は存続の危機に陥ってしまう。残された楽員たちは協議の末、自主運営団体として再出発することを決め、指揮者マルコム・サージェントに協力を求め、戦時中の苦難の時代を乗り切る。
第二次大戦終結後は、BBC音楽部長も務めたイギリス指揮界の重鎮エイドリアン・ボールト、新進気鋭の指揮者だったジョン・プリッチャードがそれぞれ首席指揮者を務める。プリッチャード時代の1964年からグラインドボーン音楽祭への出演を開始し、オーケストラ・ピットに入ってオペラを演奏している。同音楽祭は約3か月に及び、新作と再演を数演目ずつという歌劇場シーズンの半分に匹敵するスケジュールを持っているため、コヴェント・ガーデン王立歌劇場管弦楽団が定期的なコンサート活動を持たない現在においては、同団は実質的に、ロンドンでは唯一のコンサート・オペラ兼業団体といえる（ただし、近年は古典派オペラについてはピリオド・オーケストラが起用される例が多く、ロンドン・フィルの出演比率は下がっている）。

### ハイティンク時代（1967年 - 1979年）
オランダの名門オーケストラ、アムステルダム・コンセルトヘボウ管弦楽団の首席指揮者を務めていた同国出身の指揮者ベルナルト・ハイティンクが、1967年から首席指揮者になる。ビーチャムによる創設からずっとイギリス人指揮者を迎えていたこの楽団が迎えた初めての外国人指揮者である。
この時期ハイティンクは、母国オランダのフィリップス・レーベルに精力的にレコーディングを行い、著名作曲家の交響曲全集を次々と録音していた。それらの多くはコンセルトヘボウ管弦楽団との録音だったが、ハイティンクはロンドン・フィルともたくさんのレコーディングを行った。代表的なものは1974年から1977年にかけて録音されたベートーヴェンの交響曲全集・ピアノ協奏曲全集（ピアノはアルフレッド・ブレンデル）であり、そのほかにもリストの交響詩全集・ピアノ協奏曲集、メンデルスゾーンの交響曲全集などがある。そして旧西側初の試みとなったショスタコーヴィチの交響曲全集もコンセルトヘボウ管と分担して録音した。ショスタコーヴィチの全集のみ、イギリスのデッカが録音を担当している。イギリスの「お国もの」であるヴォーン・ウィリアムズの交響曲全集（EMI）、エルガーの『エニグマ変奏曲』（フィリップス）なども録音しており、『エニグマ変奏曲』はのちに楽団の自主制作レーベル「LPO」からライブ盤もリリースされた。
この時代のロンドン・フィルの録音を聴くと、コンセルトヘボウ管と似た柔和で上品な表現が加わり、ハイティンクのオーケストラ・ビルダーとしての実力の高さがうかがい知ることができる。ハイティンクは離任後もグラインドボーン音楽祭などで同団と親密な関係を続けた。ハイティンクからショルティの時代にかけてロンドン・フィルはコンセルトヘボウ管、シカゴ交響楽団という、しばしば世界一と讃えられる名門オケとの兼任指揮者を戴くことになり、大きな自信を抱くことになった。2人の指揮者はレコーディングにおいて両手兵を適時適所に使い分けることになり、上述のショスタコーヴィチ交響曲全集などは典型である。

### ショルティ時代 (1979年-1983年)
ハイティンクの後任に選ばれたのは、ハンガリー生まれの指揮者でシカゴ交響楽団音楽監督も務める、戦後長らくのドイツ国籍を経て1972年にイギリスの市民権を得ていたゲオルク・ショルティだった。ショルティは1938年、25歳の時に同郷の先輩指揮者アンタル・ドラティの引き合わせでコヴェント・ガーデン王立歌劇場のオーケストラ・ピットに入ったロンドン・フィル（当時は歌劇場管弦楽団は存在しなかった）を初めて指揮して以来41年間、たびたび客演を続けていた。
レコーディングはショルティが契約していたデッカを主として行われ、エルガーの交響曲全集とホルストの組曲『惑星』、それにリストの交響詩『前奏曲』などが録音された。またモーツァルトの『フィガロの結婚』などのオペラ作品も録音された。
ショルティは4年間のみの在任だったが、安定した関係の中でも、演奏旅行中にショルティだけ一等席で移動するなど、必ずしも楽員と和気藹々だったわけではなく、オーケストラの次のターニング・ポイントであるテンシュテットの時代へと引き継がれていく。

### テンシュテット時代（1983年 - 1987年）
東ドイツから西ドイツに亡命し、キールを本拠に活動を始めたばかりだった指揮者クラウス・テンシュテットがロンドン・フィルとマーラーの交響曲第1番を録音したのは1977年のことだった。
EMIから発売されたこの録音を聴いたカラヤンがその演奏を激賞し、ベルリン・フィルハーモニー管弦楽団の指揮台へ招いたというエピソードがあるが、テンシュテットの能力と才能に驚いたのはロンドン・フィルも同じだった。彼らの距離は次第に縮まり、1983年には首席指揮者に招かれる。
それまでの楽団の伝統にはなかったマーラーの音楽という新風を吹き込み、次々にスタジオ録音が行われ、『大地の歌』を含む交響曲全集やオーケストラ伴奏つき歌曲が録音され、次々に発売された。マーラーの音楽を完全に理解したテンシュテットの解釈がロンドン・フィルのもとで徹底され、比類のない完成度となったこのマーラー全集は、日本でも大評判になり、改めてこのコンビの蜜月ぶりを内外に示した。ベートーヴェンの交響曲第3番『英雄』、第6番『田園』、ブラームスの交響曲第1番、ワーグナー管弦楽曲集、リヒャルト・シュトラウスの交響詩などが録音されたが、そのいずれも高い完成度を誇っている。
1985年、アメリカに演奏旅行中だったテンシュテットは、身体の不調を訴え精密検査を受けたところ、喉頭がんにかかっていることがわかり、治療を続けるが、1987年、体調不良のため首席指揮者の任を降りることを発表する。楽団はテンシュテットに「桂冠指揮者」のポストを贈り、労に報いた。
テンシュテットはその後も闘病生活を続け、体調が良いときにはロンドン・フィルやベルリン・フィルにも客演した。1988年の日本公演では来日して指揮できるかが危ぶまれたが、無事指揮台に立ち、マーラー、そしてワーグナーの素晴らしい演奏を日本の音楽ファンに聴かせた。
1993年にマーラーの交響曲第7番『夜の歌』を指揮したのを最後に、テンシュテットはロンドン・フィルの指揮台に立つことはなかった。1998年にテンシュテットが亡くなるまで、ファンも楽団員もテンシュテットがロンドン・フィルの指揮台に帰ってくることを望んでいたが、その願いはかなわなかった。

### ウェルザー＝メスト時代（1990年 - 1995年）
病気のため首席指揮者の任を降りたテンシュテットに代わって、1990年に首席指揮者に選ばれたのは、当時29歳の若きオーストリアの指揮者フランツ・ウェルザー＝メストだった。
カラヤン国際指揮者コンクールに19歳の若さでセミ・ファイナリストとなったこの指揮者は、短い在任期間ながらEMIレーベルにメンデルスゾーンの交響曲第3番『スコットランド』・第4番『イタリア』、ストラヴィンスキーのバレエ音楽『火の鳥』、オーストリアに演奏旅行中に収録されたブルックナーの交響曲第5番などの録音を残した。テンシュテットのレパートリーであったマーラーの交響曲第4番も録音している。珍しいところでは母国のウィンナ・ワルツ集の録音がある。
楽員との衝突が少なからずあり、リーダー（コンサートマスター）や楽員が退団してしまうなど問題が続き、1995年の日本公演終了後程なくして、辞任した。

### マズア時代以降（2000年 - ）
2000年、長らくライプツィヒ・ゲヴァントハウス管弦楽団の楽長を務めたドイツの指揮者クルト・マズアが首席指揮者に就任した。
楽団の自主制作レーベル「LPO」を立ち上げ、ビーチャム時代からユロフスキまでの演奏のライブ音源をCD化して販売を開始した。
首席客演指揮者だったウラディーミル・ユロフスキが、楽団創立75周年の2007/2008年のシーズンから首席指揮者に就任した。2021/2022年のシーズンからはエドワード・ガードナーが首席指揮者に就任している。
歴代首席指揮者全員が西ゲルマン系4カ国（英蘭独墺）国籍保持者というのは、この国際化時代において珍しく、独自の上品で重厚なサウンドポリシーを貫いている。

## 映画音楽・ポピュラー音楽の演奏
ロンドンの他のオーケストラと同様に、映画音楽やポピュラー音楽の演奏に携わることも多い。
映画では『ロード・オブ・ザ・リング』3部作、『アラビアのロレンス』、『フィラデルフィア』、さらにゲーム音楽ではすぎやまこういちによるドラゴンクエストシリーズの交響組曲やゼノサーガシリーズなどのサウンドトラックを担当。ポピュラー音楽ではチック・コリアの『Corea.Concerrto』やナイトウィッシュの『ワンス』『ダーク・パッション・プレイ』、YOSHIKIの『Eternal Melody』などの演奏を担当している。
2011年、翌年開催のロンドンオリンピック・パラリンピックのため、エントリーした205の国と地域の国歌を演奏。収録された国歌は選手団の選手村入村式、表彰式で使用された。